# Jeff Koons
Jeff Koons (York, Pensilvania, 21 de enero de 1955) es un escultor, empresario y pintor estadounidense. La mayoría de sus obras van al corriente del arte conceptual, minimalista y pop. Muchos críticos lo denominan como el principal artista kitsch. Clasificada a veces como minimalista y neo-pop, su obra consistía inicialmente en escultura conceptual que fue adquiriendo monumentalidad. A la fecha, Koons ha incursionado en la escultura de instalación, la pintura, y la fotografía. Jeff Koons está entre los empresarios vivientes más cotizados de los Estados Unidos. 
El 15 de mayo de 2019 su escultura Conejo (Rabbit) en acero inoxidable alcanzó el precio más alto de una obra de un artista vivo al ser vendida en una subasta de la casa de subastas Christie's, por la suma de U$ 91 millones de dólares.

## Biografía
Trabajó como corredor de bolsa en Wall Street antes de establecerse como artista. Comenzó a hacerse notar en los años 1980 y abrió un taller con un personal de 30 ayudantes manejado de modo similar al célebre estudio de Andy Warhol conocido como The Factory. Koons es un empresario especulador que supo publicitar su obra y que le llevó a contratar los servicios de una agencia de publicidad para promover su imagen, algo nunca visto. Dada la naturaleza de su trabajo, Koons ha sido en repetidas ocasiones objeto de demandas legales por violación a los derechos de autor no siempre obteniendo veredictos favorables en las cortes. Casado en 1991 con la actriz pornográfica italiana Ilona Staller (Cicciolina), ambos tuvieron un hijo al año siguiente llamado Ludwig. La pareja se disolvió y la madre huyó a Europa donde aún vive con el hijo de ambos a pesar de que las cortes estadounidenses hayan fallado la custodia del infante a favor de Koons.

## Obra
Jeff Koons aparece como artista en la década de los 80, en plena época consumista, donde la exaltación de lo superfluo es evidente. Hay que recordar que no carece de grandes polémicas a lo largo de su vida. De todo el gran ámbito consumista surge su obra, la cual pretende conmover y criticar esto de forma perturbadora y a la vez con un toque de humor un tanto malévolo. Entra aquí igualmente la influencia de los medios, que se aprovechan totalmente del despilfarro de la masa. Utiliza objetos cotidianos y de valor mínimo para conseguir su objetivo, al igual que hizo Duchamp, colocándolos en galerías iluminados y carentes de su antigua función. También son frecuentes en algunas de sus obras chicas pin up, juguetes hinchables y demás objetos de la clase media. La idea es la principal característica que debe coronar a la obra. Sus objetos provocan una especie de burla la cual va encaminada directamente hacia la influencia de la mayoría de la población por los mass media y la publicidad. Sorprendentemente a través de la publicidad, la cual enmarca como provocante de la actitud de la masa, se hace un importante hueco para tratar sobre los sueños de la clase media y la búsqueda ansiada de fama, dinero y estilo de vida (algo de lo que Jeff Koons se aprovechó durante gran parte de su vida). Para él la clase media siempre pensó en lo efímero, se bastó de lo más simple para su convención. Trabajó con Lady Gaga diseñando la portada de ARTPOP.

## Colecciones

### Puppy

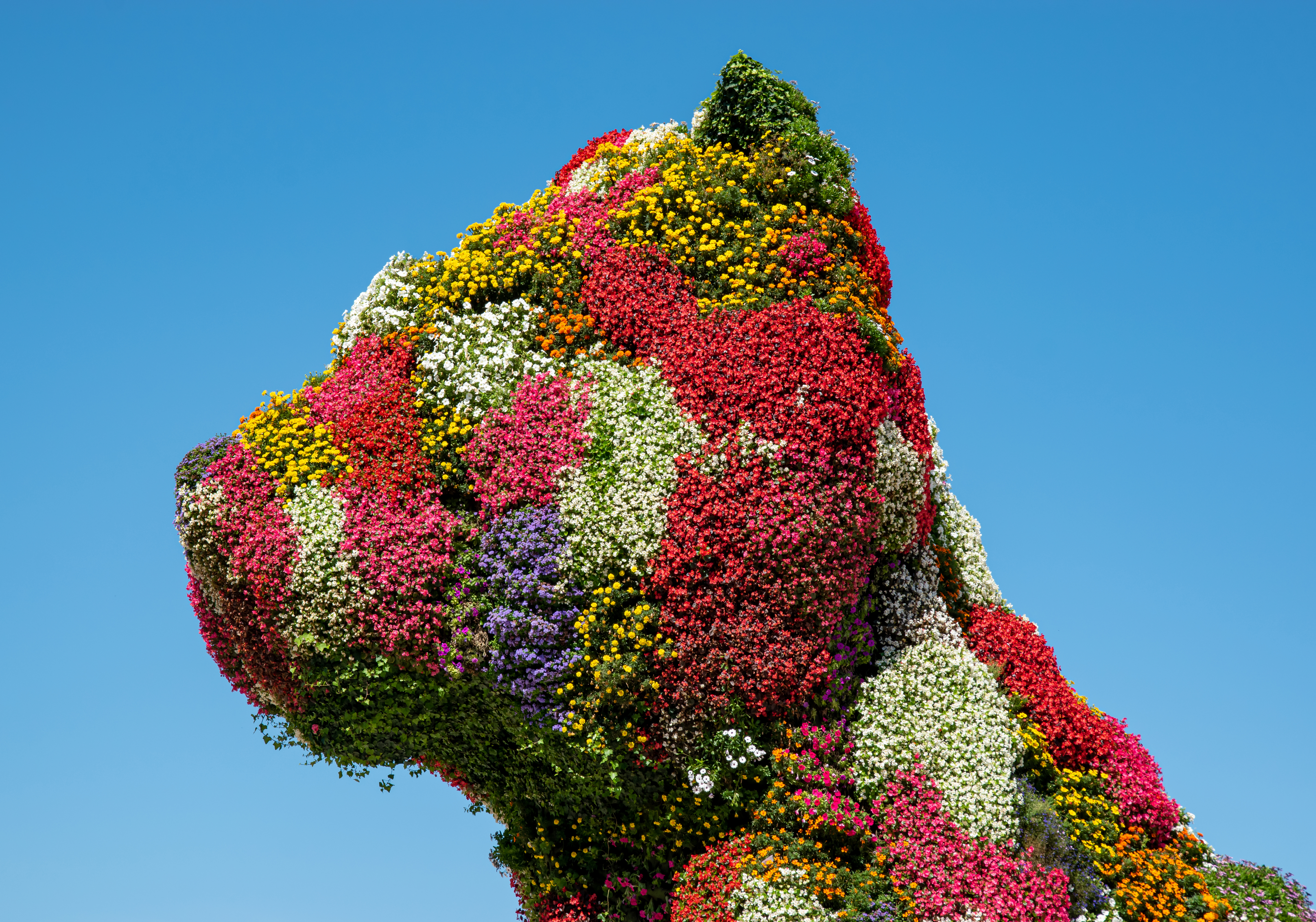
Detalle de la escultura topiaria Puppy, situada en la terraza exterior del Museo Guggenheim de Bilbao.

Con Puppy, Koons une pasado y presente, pues emplea un sofisticado modelo de ordenador para crear una obra que hace referencia a un jardín clásico europeo del siglo XVIII. El West Highland terrier gigante completamente cubierto de plantas en flor emplea la iconografía más edulcorada —flores y perritos— en un monumento al sentimentalismo. Su imponente tamaño, firmemente contenido y, al mismo tiempo, aparentemente descontrolado (todavía creciendo, en sentido literal y figurado), y la yuxtaposición de referencias elitistas y de la cultura popular (el arte de esculpir arbustos y la cría de perros, cerámica decorativa y tarjetas con mensajes de buenos deseos) se pueden interpretar como una analogía de la cultura contemporánea. Koons ha diseñado esta escultura pública con la irrevocable finalidad de atraer, suscitar optimismo e infundir, en sus propias palabras, "confianza y seguridad". Puppy, majestuoso y robusto al tiempo que hace guardia a las puertas del Museo, llena a los espectadores de admiración y de alegría.

### Balloon Dog
La obra más conocida de las esculturas globo es Balloon Dog. Las esculturas de globos de animales son su mayor creación sobre todo la que representa a un perro de globo inflado en color naranja, está realizada en acero y según Koons: “Es un símbolo, como el caballo de Troya, tiene algo mítico”. $58 405 000 (43 400 000 €) es la cantidad que alcanzó la escultura "Balloon Dog" (Naranja) del provocador artista Pop-art, Jeff Koons; superando las expectativas más optimistas que creían que podría venderse por entre 35 y 55 millones de dólares, se subastó en una subasta de Christie's en la ciudad de Nueva York. Esta escultura rompió el récord mundial de la obra de arte más cara vendida de un artista en vida. De 12 pies de altura es un juguete infantil de gran tamaño, es una de 5 exclusivas piezas de perro metálicas hechas por Jeff Koons (las otras cuatro son de color amarillo, azul, magenta y rojo), propiedad de los mega millonarios financistas y coleccionistas de arte: Steven A. Cohen, Eli Broad (cuyo “Balloon Dog (Azul)” está en exhibición en el Museo de Arte Contemporáneo "The Broad" en Los Ángeles, François Pinault y Dakis Joannou. La escultura de acero inoxidable con recubrimiento de color transparente es uno de los primeros perros globo, que se parecen al tipo de souvenires que los payasos hacen en fiestas de cumpleaños.
La obra, valorada en 42,000 dólares, se rompió por accidente en la feria Art Wynwood de Miami.

## Polémicas

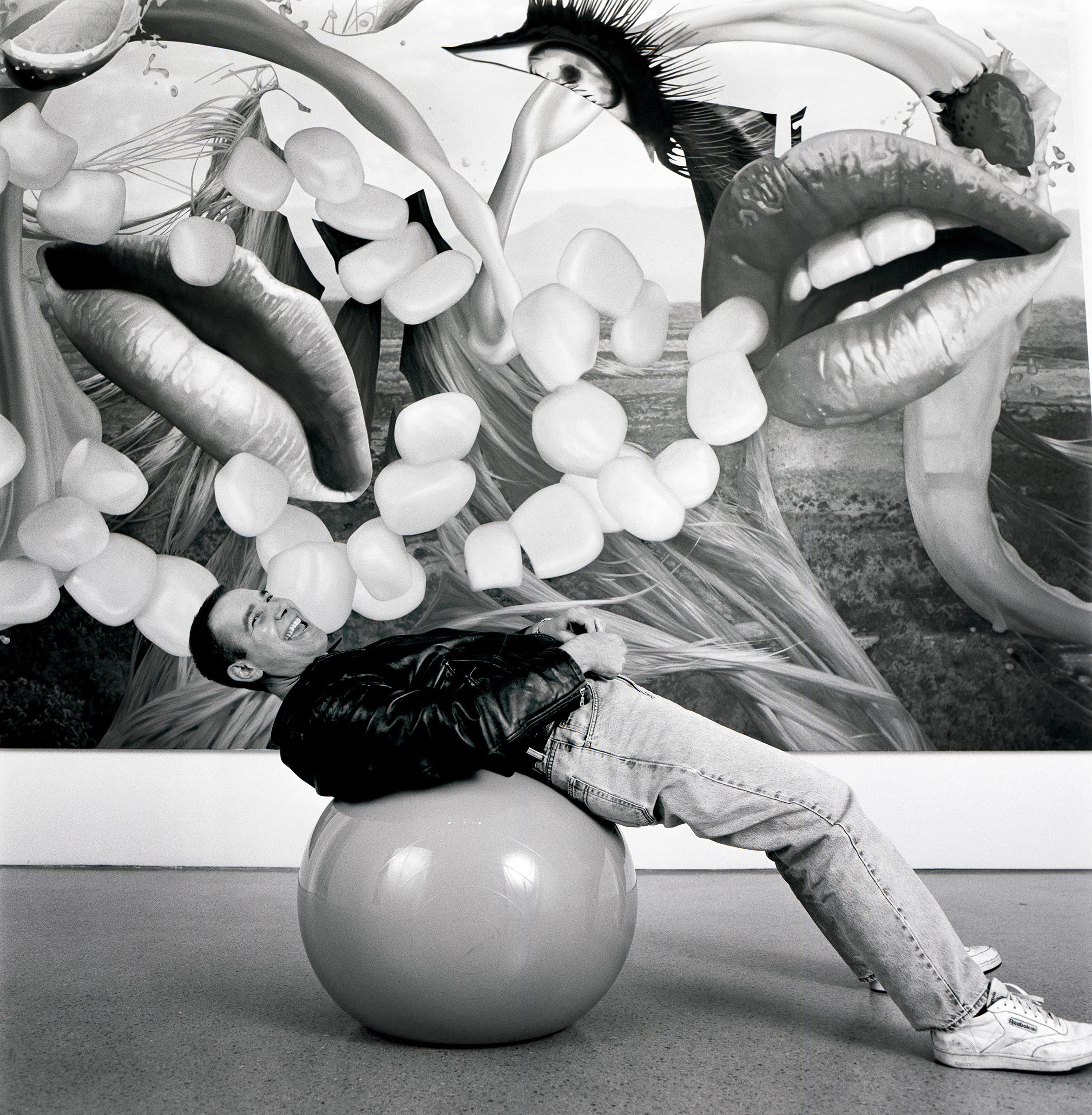
Jeff Koons, Berlín 2000. Foto de Oliver Mark.

Koons es un reconocido plagiador como lo evidencian su policromía en madera Cadena de cachorros (String of Puppies) de 1988, la cual copia la fotografía en blanco y negro Cachorros (Puppies) de 1980 de Art Rogers. La porcelana Desnudo (Naked), la cual reproduce una instantánea del fotógrafo francés Jean-François Bauret y por la cual fue condenado por el Tribunal de Gran Instancia de París  a pagar €20.000 euros a los herederos del fotógrafo, además de €4000 euros adicionales por haber reproducido la obra en su página web. Su porcelana Hecho en invierno (Fait D'Hiver), la cual reproduce una campaña publicitaria homónima del publicista Franck Davidovici; por la cual fue condenado a pagar €135 000 euros. El lienzo Me tomaría un Gordon's el cual reproduce el anuncio publicitario del fotógrafo neoyorquino Mitchel Gray. Además su escultura Bailarina sentada (Seated Ballerina), debido a que esta es en realidad una copia de la Bailarina Lenochka (Ballerina Lenochka) de la escultora ucraniana Oksana Zhnykrup.
En 2016, cuando anunció la donación a la ciudad de París de Bouquet of Tulips, su primera obra conmemorativa, con motivo de los atentados de noviembre de 2015, levantó polémica entre el mundo de la cultura local al escoger un lugar icónico para su instalación, por lo que le acusaron por utilizarlo para su promoción personal. El ayuntamiento adujo que no podía instalarlo en el lugar escogido por problemas estructurales, por lo que finalmente Koons aceptó que se instalase cerca del Petit Palais.

## Reconocimientos

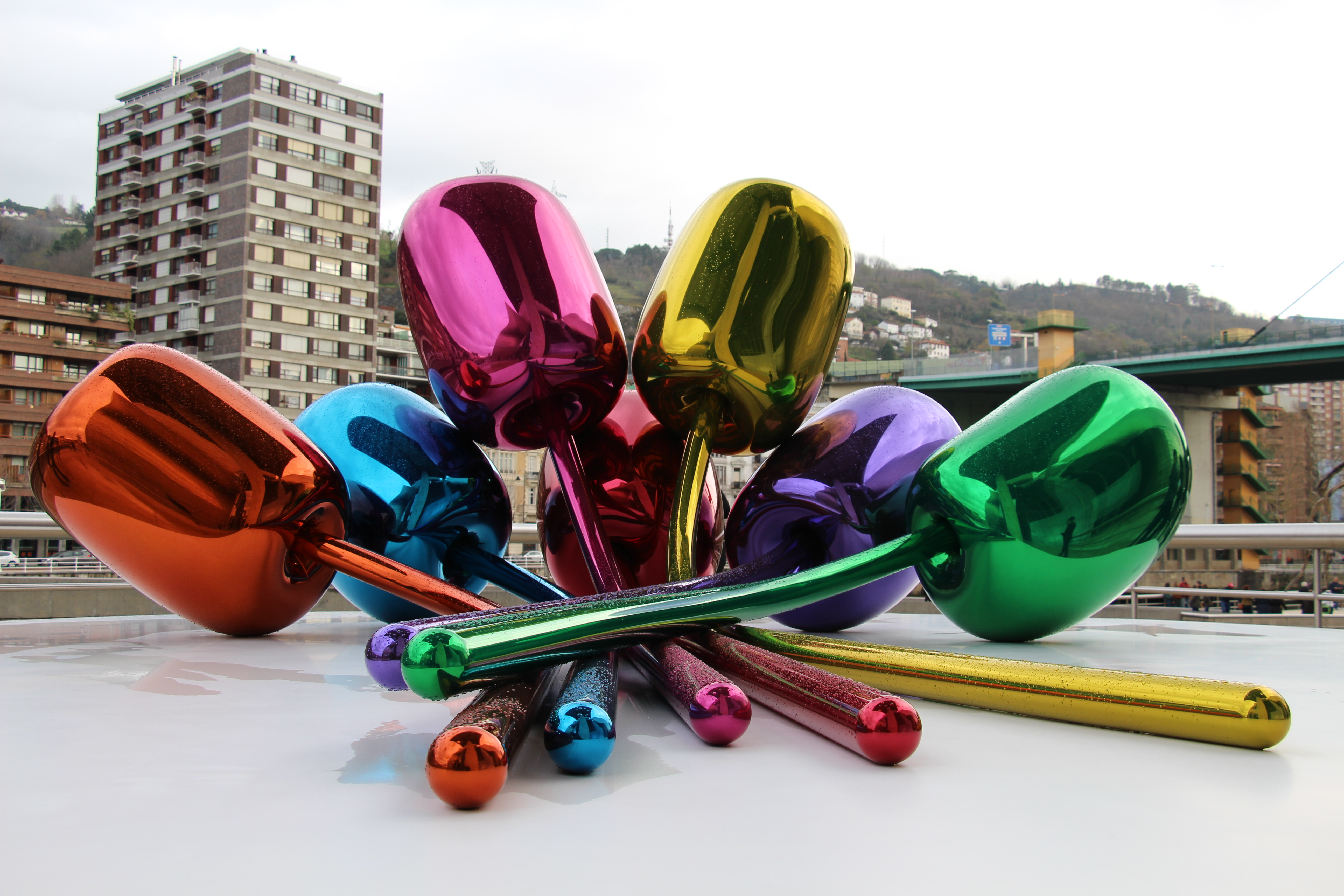
Tulipanes (Tulips), Museo Guggenheim, Bilbao.

### 1999
- Premio de los niños. Aprendiendo a través del Arte, A.C. (institución asociada al programa Learning Through Art del Museo Guggenheim de Nueva York).[21]

### 2000
- Premio Cultural BZ de la ciudad de Berlín, Alemania.[21]

### 2001
- Chevalier de la Légion d'Honneur, nominado por el presidente Jacques Chirac[22] y presentado por Jean-Jacques Aillagon, presidente del Centro Georges Pompidou, París, Francia.

### 2002
- Nombrado miembro del Consejo de Administración del Centro Internacional para Menores Desaparecidos y Explotados.
- Admitido a la Sociedad Signet de Artes y Letras de la Universidad de Harvard.
- Recibió un Doctorado en Bellas Artes, Honoris Causa, de The Corcoran, Washington D. C.[21]
- Premio Global Vision, Segunda Entrega Anual de la esperanza, el Centro Nacional para Menores Desaparecidos y Explotados. Niños, Arlington, Virginia.[21]
- Galardonado con la Medalla Skowhegan de Escultura de la Facultad de Artes Skowhegan.[21]

### 2003
- Medalla Museum of Fine Arts School, Boston, Massachusetts.

### 2005
- Premio Patrocinio Creativo, Cranbrook Academy of Art, Bloomfield Hills, Míchigan.
- Elegido miembro de la Academia Americana de las Artes y las Ciencias.
- Honrado por el Gould Servicios Edwin para Niños y Familias.

### 2006
- Premio de logros Artístico, Americanas For The Arts, Washington D. C.

### 2007
- El Centro Nacional para Menores Desaparecidos y Explotados, junto con el Centro Internacional para Niños Desaparecidos y Explotados, han desarrollado el Derecho Internacional, Familia Koons y el Instituto de Políticas; con el propósito de combatir los problemas mundiales de secuestro y la explotación infantil.
- Promovido por el presidente Jacques Chirac de Chevalier de Officier de la Legión de Honor francesa por su continuo fortalecimiento de las relaciones entre Francia y los Estados Unidos.
- Artista del Año, American Friends of the Aviv Museum of Art & Architecture Tel.

### 2008
- Doctor honoris causa por la Escuela del Instituto de Arte de Chicago, Chicago, Illinois.
- Wollaston Premio, Royal Academy of Arts, Londres, Reino Unido

### 2009
- Premio de la mejor "Exposición fuera de los Estados Unidos" categoría para Jeff Koons Versalles, Primera Edición de los premios de Artes de Rob Pruitt en el Museo Solomon Guggenheim, Nueva York, Nueva York, 29 de octubre de 2009.
- El Singleton Copley Premio John, The Associados americanos de la Real Academia Trust, Nueva York, Nueva York.
- Medalla de honor National Arts Club.
- Maryland Institute College of Art Medalla de Antiguos Alumnos de Honor.
- Premios del Gobernador para las Artes Artes Distinguidos Premio, York, Pensilvania.

### 2010
- Koons fue nombrado miembro honorario de la Royal Academy.[23]
- Inauguración de la instalación Rxart Jeff Koons Scanner CT del Hospital Advocate Hope Children.

### 2011
- Premio de Distinción Lotus, por el Lotus Club. Nueva York.
- Reconocido con el icono de Artistic Excellence Award de The Black Alumni (Pratt) en la Celebración de la Cena Creativa "Espíritu Benéfico".
- Premio "Voz Art Award, FEGS", Nueva York.
- Artista icono de premio en las Artes, el Museo de Bruce, Greenwich, Connecticut.

### 2012
- Medalla de las Artes del Departamento de Estado otorgado por la secretaria de Estado Hillary Rodham Clinton, Arte en las Embajadas, Washington D. C.
- Homenajeado en la Gala Anual de la Fundación Museo del Hermitage, la Fundación Hermitage Museum y Phillips de Pury, Nueva York.
- Homenajeado en el acto benéfico de primavera anual, Amigos de la High Line, Nueva York.